# 自己消弧素子
自己消弧素子（じこしょうこそし）は半導体素子において、素子のオン状態およびオフ状態を外部から与える信号によって任意に切り替えられることが出来るものをいう。主にパワーエレクトロニクスで使用される電力用半導体素子の一種である。

## 主な自己消弧素子の種類
ゲートターンオフサイリスタ
負のゲート電流によってターンオフできるサイリスタ。
パワートランジスタ
- バイポーラトランジスタ

ベース電流によりオン、オフ制御をする。パワーエレクトロニクスで使用されるものはバイポーラパワートランジスタと呼ばれる。
- 電界効果トランジスタ、MOSFET、パワーMOSFET

ゲート・ソース間に加える電圧でドレイン電流の制御をする。バイポーラトランジスタに比べ、スイッチングが速い。
- 絶縁ゲートバイポーラトランジスタ(IGBT)

ゲート電圧を零または負の電圧にすることでターンオフできる。バイポーラトランジスタに比べ、スイッチングが速い。

## 使用上の注意点
自己消弧素子の使用にあたっては、それぞれの素子定格、特性に留意する必要がある。
- 定格電圧 - 素子に印加される電圧に対して十分な余裕があること
- 定格電流 - 素子に流れる電流および起因する素子損失に対して十分な余裕があること
- スイッチング速度 - 適用する回路の周波数に対するオン・オフ速度（遅延を含む）が適していること
- 許容損失 - 素子損失（定常損失・スイッチング損失）によるジャンクション温度が十分に低いこと
- 駆動回路電力 - 素子をオン・オフするための駆動電力が制御対象の回路電力に対して十分に低いこと